# NHK首都圏局
- 日本放送協会
  - 日本放送協会放送局の一覧 > NHK首都圏局
  - NHK放送センター > NHK首都圏局

NHK首都圏局（エヌエイチケイしゅとけんきょく）は、日本放送協会（NHK）にて東京都内の地域放送・営業活動のほか、関東・甲信越地方を統括する拠点放送局としての役割を持つ組織。東京都渋谷区神南のNHK放送センター内にある。
ここではNHKにおける関東・甲信越地方向けの地域放送・営業活動について記す。

## 概要
NHKでは、地域放送や営業を行う「放送局」が東京都だけ存在せず、JOAK/JOABのコールサインの下で行う地域放送はNHK本部が直接運営していた。組織改正前は複数の本部部局が関東・甲信越ブロックの拠点機能を分担していた。中でも、放送総局（現・メディア総局）の内部部局であった首都圏放送センターは自前の放送枠・番組を抱えており、関東地方1都6県向けのブロック放送および関東・甲信越地方向けの地域番組を統括してきた（一部番組は、静岡放送局でも放送）。
2018年度から実施した地域改革の一環として、テレビ（総合）とAMラジオ（ラジオ第1）で独自放送を行えない東京都・神奈川県・千葉県・埼玉県の首都圏1都3県を始めとする関東・甲信越地方の地域サービスを充実する為に、拠点放送局の機能を有する部局として、2020年8月に「首都圏局」を設置。本部内の拠点づくり機能を集約した
。
首都圏局では東京都を主とする首都圏での事件・事故・話題を取材し、ニュース・情報番組を制作する。記者とディレクター・プロデューサーが所属し、立川市には多摩地域の取材拠点として「多摩支局」（旧：多摩報道室）を構えている。
関東・甲信越向けニュースの項目クレジットでは「NHK首都圏」の表現が用いられ、所属記者のスタジオ解説では「首都圏局の〇〇記者とお伝えします」などと紹介される。平日午後の『列島ニュース』で12:15の関東地方向けローカルニュースが録画放送される場合は発局を「首都圏局」と表示するほか、台風・大雨・地震などの災害時の特設ニュースで首都圏向けニュース用のスタジオに繋いで関東・甲信越地方の状況を伝える場合は「首都圏局発」と表示される。番組等では「NHK首都圏」・「NHK東京」はあまり使用しない。EPG番組表では「NHK総合・東京」・「NHKEテレ東京」と表示する。毎月1日（1月のみ4日）11:59からの緊急警報放送の試験信号発射実施の際、2017年度まで「NHK関東・東京」を使用していた。過去に夏の高校野球中継のふるさとリポーターを「NHK東京」と表示した事がある。

### 組織
2023年4月1日より、拠点局・地方局関係なく、部制度からセンター制（一時的に採用実績有）に見直され、旧営業推進部などの部門については各センターの下に置かれた。
経営管理センター
関東甲信越地方の各放送局統括管理部門
コンテンツセンター
- 本部 - 番組制作・技術など現業部門のみで、アナウンス部門は全員本部メディア総局アナウンス室所属、送受信技術は本部メディア総局技術局所管
- 報道支局 - 多摩支局（東京都立川市曙町）

視聴者リレーションセンター
地域受信料営業業務部門のみで、視聴者対応部門は本部レベルで対応。
首都圏局設置まで、東京都に関する営業業務は、首都圏局設置までは本部営業局が直接手掛けていた。
- 中央営業センター（放送センター内。新宿センターを統合）
- 池袋営業センター（豊島区）
- 上野営業センター（台東区）
- 西東京営業センター（立川市、多摩支局に併設）

首都圏局設置後、2021年7月2日付で本部営業局から首都圏営業推進センターと上記営業センターが首都圏局に移され、「首都圏局営業推進部」となった。地域放送局のセンター制移行に伴い「視聴者リレーションセンター」に改組したが、他の拠点局に於いて行われる視聴者対応やイベント関係は引き続き本部レベルでの対応となったため、受信料関係のみの取扱いである。また拠点整理も行われ、出先機関の旧営業センターは「視聴者リレーションセンター」の下記3オフィスに改組された。
- 東京中央オフィス（旧・中央営業センターに上野営業センターを統合、渋谷区神南）
- 東京東オフィス（旧・池袋営業センター、豊島区西池袋）
- 東京西オフィス（旧・西東京営業センター、立川市曙町）

## 沿革
- 1925年
  - 3月22日 - 社団法人東京放送局が芝区芝浦（現・港区芝浦）の東京高等工芸学校の仮施設から中波放送（AMラジオ）の仮放送を開始
  - 6月 - のちに“日本初の女子アナ”と呼ばれる翠川秋子を迎え入れる
  - 7月12日 - 社団法人東京放送局が芝区愛宕山（現・港区愛宕）の本局舎（現・NHK放送博物館）からAMラジオの本放送を開始
日本のラジオ放送の第1声「JOAK　こちらは東京放送局であります…」のコールを行っていたとされるのは、東京日日新聞（現・毎日新聞東京本社）の記者から転身した京田武男だったとされる。開局当初は、他業種からアナウンサーに転向したスタッフも多数いたとされている。[9]
- 1926年8月20日 - 社団法人東京放送局を解散し、社団法人日本放送協会に事業等を承継、「東京中央放送局」となる
- 1931年6月4日 - AMの第二放送を開始
- 1935年8月20日 - 7月に家出した翠川が入水自殺しているのが千葉県館山で発見される。原因は女性であることを理由とした局内でのパワーハラスメント
- 1939年5月13日 - 麹町区日比谷内幸町（現・千代田区内幸町）に完成した東京放送会館を使用開始。
- 1950年
  - 6月1日 - 放送法施行に伴い、社団法人日本放送協会を解散し、特殊法人である現在の日本放送協会が誕生。
  - 11月 - テレビ（地上アナログ放送）の試験放送を開始
- 1953年2月1日 - テレビ放送の本放送を開始
- 1957年12月24日 - 超短波ラジオ（FM放送）の試験放送を開始
- 1964年10月1日 - 渋谷放送センター（現・NHK放送センター）完成、放送機能を段階的に移転開始
- 1969年3月1日 - FM放送の本放送を開始
- 1973年7月31日 - 東京放送会館の運用を終了
- 1996年 - 小笠原諸島での放送開始（小笠原諸島#放送を参照）
- 1998年4月1日 - 大東諸島での放送開始（大東諸島#放送を参照）
- 2003年12月1日 - 地上デジタルテレビ放送開始
- 2010年
  - 3月 - 2015年3月31日まで衛星によるセーフティネットを実施[注 5]（地デジ難視対策衛星放送を参照）。
  - 6月30日 - 大東諸島の中継局廃止。衛星によるセーフティーネットへ移行。
- 2011年9月1日 - 11時より『NHKネットラジオ らじる★らじる』の配信を開始。
- 2017年10月2日 - 民放ラジオポータルサイト『radiko』での実験配信を開始。
- 2020年
  - 3月1日 - インターネット常時同時配信のNHKプラスの試行サービスを開始[10]。
  - 8月3日 - 本部内に首都圏局設置。
- 2021年7月2日 - 本部営業局から地域営業部門が首都圏局に移管。

## 主なチャンネル・周波数

### テレビ局

#### デジタル放送

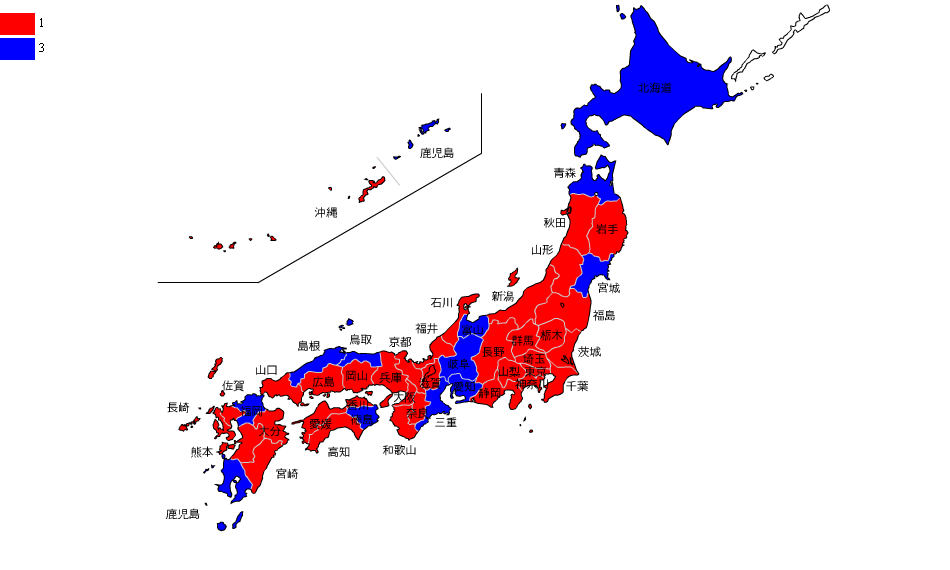
NHK総合のリモコンキーID

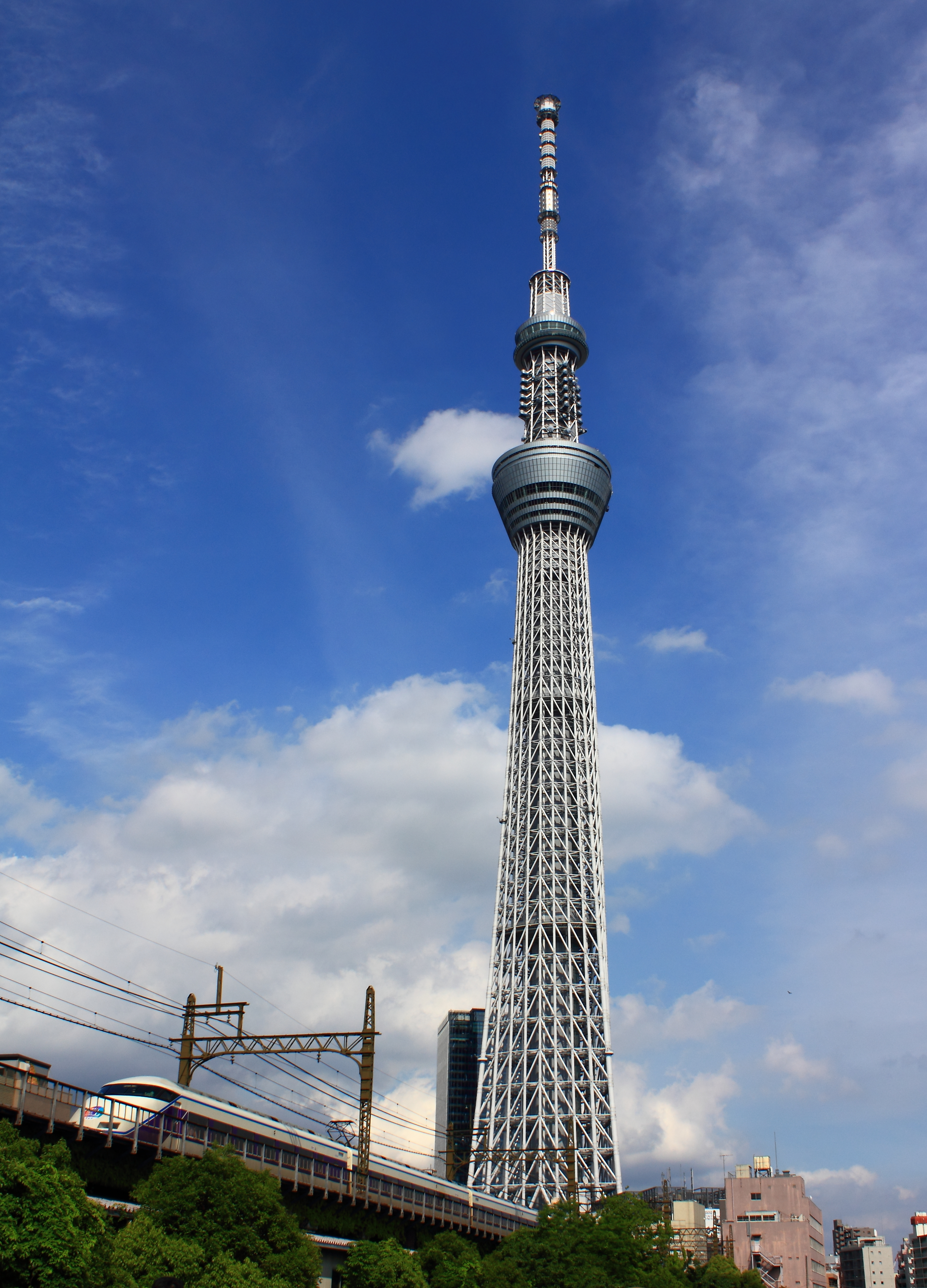
現在の送信所である東京スカイツリー

- 東京（墨田送信所《東京スカイツリー》）- 水平偏波
  - 総合テレビ
    - デジタル27ch（コールサインJOAK-DTV、出力10kW／実効輻射電力 68kW）リモコンキーID1

  - 教育テレビ
    - デジタル26ch（コールサインJOAB-DTV、出力10kW／実効輻射電力 68kW）リモコンキーID2
- 予備（芝予備送信所《東京タワー》）- 水平偏波
  - 総合テレビ
    - デジタル27ch（コールサインJOAK-DTV、出力10kW／実効輻射電力 48kW）リモコンキーID1

  - 教育テレビ
    - デジタル26ch（コールサインJOAB-DTV、出力10kW／実効輻射電力 49kW）リモコンキーID2

2013年5月31日8時59分までは東京タワーから送信されており、同日9時から東京スカイツリーからの送信に切り替えられた。
東京スカイツリー・東京タワーには、東京・渋谷の放送センターから放送の送出ができなくなった場合に大阪放送局から送出される衛星放送を受信する設備が備わっている。
デジタル放送の中継局
詳しい詳細は総務省関東総合通信局公式サイト デジタル中継局開局情報を参照
- 新島 27ch
- 伊豆大島 35ch
- 八丈 40ch
- 青梅沢井 27ch
- 八王子 27ch
- 新島本村 27ch
- 八王子上恩方 29ch
- 鶴川 13ch
- 小仏城山 35ch

### アナログ放送
総合テレビ
- 東京タワー JOAK-TV 1ch 出力50kW（減力放送時は10kW）
- 大井町 66ch(SHF) 0.05W
- 八王子 33ch 10W
- 八王子上恩方 52ch 0.1W
- 多摩 49ch 200W
- 青梅沢井 52ch 3W
- 青梅小曾木 49ch 0.1W
- 奥多摩 43ch 10W
- 波浮 49ch 0.1W
- 新島 52ch 300W
- 新島本村 38ch 0.1W
- 三宅 1ch 10W
- 八丈 1ch 30W
- 八丈末吉 51ch 0.1W
- 八丈洞輪沢 50ch 0.1W
- 父島 51ch 10W（2010年6月30日廃止）
- 母島 52ch 1W（2010年6月30日廃止）
- 北大東 42ch 10W (2010年6月30日廃止）
- 南大東 54ch 30W (2010年6月30日廃止）

教育テレビ
- 東京タワー JOAB-TV 3ch 出力50kW （減力放送時は10kW）
- 大井町 68ch(SHF) 0.05W
- 八王子 29ch 10W
- 八王子上恩方 50ch 0.1W
- 多摩 47ch 200W
- 青梅沢井 50ch 3W
- 青梅小曾木 51ch 0.1W
- 奥多摩 45ch 10W
- 波浮 51ch 0.1W
- 新島 50ch 300W
- 新島本村 36ch 0.1W
- 三宅 3ch 10W
- 八丈 3ch 30W
- 八丈末吉 49ch 0.1W
- 八丈洞輪沢 52ch 0.1W
- 父島 49ch 10W（2010年6月30日廃止）
- 母島 50ch 1W（2010年6月30日廃止）
- 北大東 40ch 10W (2010年6月30日廃止）
- 南大東 52ch 30W (2010年6月30日廃止）

※受信環境の変化からアナログ終了以前に神津島、足立保木間、千駄ヶ谷などの中継局が廃局となった他、多摩、大井町はデジタルでは置局不要とされ廃止されている。

### ラジオ局
ラジオ第1放送
- 東京（埼玉県久喜市の菖蒲久喜ラジオ放送所）594kHz（コールサインJOAK、出力300kW 減力放送時は200kWまたは10kW[12]）
- 父島82.6MHz（出力3W 2013年3月31日開局）[13]
- 母島82.6MHz（出力1W 2013年3月31日開局）[14]

ラジオ第2放送
- 東京（菖蒲久喜ラジオ放送所）693kHz（コールサインJOAB、出力500kW 減力放送時は250kWまたは10kW [15]）
- 父島84.6MHz（出力3W 2013年3月31日開局）[16]
- 母島84.6MHz（出力1W 2013年3月31日開局）[17]

※東京（菖蒲久喜ラジオ放送所）からの第1放送、第2放送は宮城県の一部から愛知県の一部まで関東・甲信越を中心に約2000万世帯をカバーする。
※出力が高いため、関東では長らく菖蒲久喜ラジオ放送所以外に東京都直轄離島を含め中継局がなかったが、2013年3月31日に小笠原諸島の父島・母島の両地区にFM波を使用した中継局が設置された。これにより、放送センター管轄の中波放送としては初の中継局設置が実現。
※第1放送、第2放送共用の予備送信所が埼玉県さいたま市桜区新開（しびらき）にある（新開ラジオ放送所、出力10kW）。この施設は菖蒲久喜ラジオ放送所の大掛かりなメンテナンスが行われる際、年数回の減力放送で運用される。
※東日本大震災に関連する節電のため、2011年3月19日から9月下旬まで、ラジオ第2のみ10時から16時の間250kWの減力放送が行われた。
FM放送
- 東京（東京都墨田区押上一丁目の東京スカイツリー[22]）82.5MHz（コールサインJOAK-FM、出力7kW）[23]
- 新島77.5MHz（出力100W）[24]
- 八丈島82.9MHz（出力10W）[25]
- 父島79.6MHz（出力3W 2013年3月31日開局）[26]
- 母島79.6MHz（出力1W 2013年3月31日開局）[27]

※ 2012年4月22日までは東京都港区芝公園の東京タワーからの送信（出力10kW 減力放送時は1kW）だった。東京スカイツリー移転後は予備送信所として存続する（出力は5kWに半減）。
※ FM実用化試験放送として開局した1957年12月24日、周波数が87.3Mc（現MHzと同義）・1kWであったため、NHK総合テレビのアナログ1chとの周波数が近いものの、電波干渉は起こりにくかったが、1961年6月19日出力を10kWへ増強するにあたり、総合テレビとの電波干渉が起こることから周波数を82.5Mcに変更した。
※小笠原諸島は長らく中継局がなかった。ネットラジオで聴取出来るようになったのち、2013年3月31日に父島・母島の両地区に中継局を設置した。

## 主な制作番組一覧

### 総合テレビ
- NHKニュース おはよう日本（関東甲信越）（平日 7:45 - 8:00、土曜日 7:30 - 7:59） - 関東甲信越ブロック（土曜は長野除く）

平日7:55以降、甲信越各局は各県別のニュース・気象情報を放送。
- 首都圏ネットワーク（平日 18:10 - 19:00）  - 関東にネット（水戸局除く。前橋局・宇都宮局は18:30までネット）
- ニュース645（土日祝 18:45 - 18:59） - 関東と甲府局にネット（甲府局は18:55までネット）[注 7]
- 首都圏ニュース845（平日 20:45 - 21:00） - 関東にネット（水戸局除く）

祝日は20:55 - 21:00に『ニュース・気象情報(関東甲信越)』を放送。
- 首都圏情報 ネタドリ!（金曜日 19:30 - 19:57、再放送：土曜日 11:25 - 11:42） - 関東甲信越ブロック

甲信越と北関東の各県では金曜夜の本放送枠を県域番組に差し替える場合があり、その場合差し替えを行使した県では土曜午前の再放送枠が本放送扱いとなる
- 首都圏いちオシ!（日曜日 13:05 - 13:50） - 関東にネット

備考
- 海外向け国際放送のNHKワールド・プレミアムでは『おはよう日本』や正午のニュース、『ネタドリ!』など一部時間帯の関東ローカル放送がそのまま視聴できる。
- BS2・BShi（いずれも廃止）は2005年度まで一部の関東ローカルニュースも放送していた。また、NHKワールドTVも2007年度まで実施した[注 8]。

### 全国放送に移行した番組
- 小さな旅（2010年度以降）

旧称「ふるさとからこんばんは」→「いっと6けん」→「いっと6けん小さな旅」

### 終了した番組
平日・土曜朝
- カメラリポート（1966年4月4日 - 1976年4月3日）月曜日 - 土曜日 7:20 - 7:35に放送。
- テレビロータリー（1976年4月5日 - 1980年4月5日）月曜日 - 土曜日 7:20 - 7:35に放送。
- フレッシュロータリー（1980年4月7日 - 1983年4月2日）『NHKニュースワイド』に内包され、月曜日 - 土曜日 7:30 - 7:45に放送。

平日昼・昼前
- 町から村から（1958年4月11日 - 1974年3月27日）
- 関東ネットワーク（1974年4月8日 - 1983年3月25日）
- 関東甲信越ネットワーク（1983年4月6日 - 1993年3月25日）
- 関東地方のおしらせ（1984年4月2日 - 1985年4月6日）月曜日 - 土曜日 11:50 - 11:55に放送。
- くらしの情報（1985年4月8日 - 1991年3月25日）月曜日 - 土曜日 11:45 - 11:55に放送。その後時間枠拡大された。
- ニュースセンター首都圏（1991年4月5日 - 1993年3月25日）
- こんにちはいっと6けん（1993年4月5日 - 2013年3月21日）
- ひるまえ ほっと（2013年4月3日 - 2025年3月30日）

平日17時台
- 首都圏いきいきワイド（1998年4月2日 - 2003年3月7日）
- 首都圏ネットワーク17時台（2003年3月31日 - 2006年3月31日）
- ゆうどき（2006年4月3日 - 2015年3月6日）

開始当初のタイトルは『ゆうどきネットワーク』。全国放送になって以降は毎週金曜日のみ大阪から放送していた。
平日18時台
- ニュースセンター640（1976年4月5日 - 1982年4月2日）
- ニュースセンター630（1982年4月5日 - 1988年4月1日）
- イブニングネットワーク首都圏（1988年4月4日 - 1997年3月31日）

平日20時台
- ニュースセンター850（1984年4月2日 - 1987年4月3日）
- ニュースセンター845（1987年4月6日 - 1993年4月2日）

金曜日16時台
- 週刊首都圏ニュース（2002年4月 - 2003年9月）

2003年10月から2006年3月までは「首都圏まるごと一週間」として、『首都圏ネットワーク』内で金曜日17:20頃 - 17:55頃に放送。
金曜日夜
- いっと6けん（1981年4月10日 - 1983年3月11日）→ いっと6けん小さな旅（1983年4月8日 - 1984年3月16日）金曜日 22:00 - 22:30に放送。
- 特報首都圏（1984年4月6日 - 2017年3月10日）
- 新トーキョー人の選択（2006年4月28日 - 2010年3月5日）
- イキだね!わたしの東京時間（2010年4月2日 - 9月24日）
- キッチンが走る!（2010年10月1日 - 2017年3月27日）

2015年度までレギュラー放送、2016年度は全国放送の不定期特番として放送）
- 首都圏スペシャル（2011年4月22日 - 2014年2月28日）
- 金曜eye（2014年4月4日 - 2017年2月24日）
- 金曜イチから（2017年3月17日 - 2018年3月16日）

### テレビドラマ
- 八王子発ドラマ『東京ウエストサイド物語』（2015年12月2日、NHK BSプレミアム）
- 東京・足立区発ドラマ『千住クレイジーボーイズ』（2017年2月15日、NHK BSプレミアム）

### ラジオ第1
- 交通情報（☆印は、FMと同時放送、○印は、関東・甲信越向けの放送、●印は、全国向けの放送。時間はあくまでも目安、特設ニュースや国会中継またはスポーツ中継などで休止の場合あり）※2022年4月現在。

| 月 - 金曜日 - 6:28○ - 6:58☆○ - 7:30（祝日は関東甲信越向け） - 7:58（祝日は関東甲信越向け） - 8:28（祝日は関東甲信越向け） - 8:58● - 9:28 - 9:58○ - 10:28 - 11:28 - 11:58☆（祝日は関東甲信越向け） - 13:28 - 13:58○ - 14:28 - 14:58（祝日は関東甲信向け） - 15:28 - 15:58● - 16:28 - 16:58（祝日は関東甲信越向け） - 17:28 - 17:58 - 18:28 - 18:58☆（祝日は関東甲信越向け） - 19:58○ - 20:58● - 21:58○ | 土曜日 - 6:28○ - 6:58☆○ - 7:30〇 - 7:58○ - 8:28○ - 8:58● - 9:28○ - 9:58○ - 11:28 - 11:58☆○ - 13:58○ - 14:58 ○（新潟を除く。野球中継などで休止の場合あり） - 15:58● - 16:58○ - 17:28 - 17:50●（ちきゅうラジオ内） - 17:58 - 18:28 - 18:58☆○ - 19:58○ - 20:58● - 21:58○ | 日曜日 - 6:28○ - 6:58☆○ - 7:30○ - 7:58○ - 8:58● - 10:28 - 11:28 - 11:58☆○ - 13:58○ - 14:58 ○（新潟を除く） - 15:58● - 16:58○ - 17:28 - 17:50●（ちきゅうラジオ内） - 17:58 - 18:28 - 18:58☆○ - 19:58○ - 20:58● - 21:58○ |

※「NHKネットラジオ らじる★らじる」および「radiko」では番組中に割り込む時間帯（主に毎時28分）および裏送り番組とフィラー音楽に差し替えられる土日祝の11:58を除き、そのまま放送される。スポーツ中継時はローカル部分（主に毎時28分）は放送されない。
※年末年始には0:03、1:03、23:03に全国の交通情報を放送。
※大相撲中継と高校野球中継の際、毎時28分頃に交通情報を放送し、58分頃は休止する。お盆の期間には9:15・14:15・16:45・17:45頃に全国の交通情報を放送する。
過去に制作した番組
- 午後のひととき（1961年度）
- ラジオあさいちばん (関東ローカル)（1999年度 - 2014年度）
- マイあさラジオ (関東・甲信越)（2015年度 - 2018年度）

### FM

#### 過去に制作した番組
- FMリクエストアワー（1959年5月3日 - 1996年3月30日）
- くらしの話題（1962年10月15日 - 1976年4月2日）
- 夕べの広場（1976年4月5日 - 1998年3月31日）
- サンセットパーク（1998年4月1日 - 2011年3月25日）

前者3つは各都県別の編成。「サンセットパーク」は関東・甲信越ブロックネットであった（ただし、特に南関東などで県別編成はあった）。

## 情報カメラ設置ポイント
NHK放送センター管轄のカメラ。
- 放送センター本館屋上

新宿・代々木公園・渋谷方面を映す。晴れて乾燥している日には富士山や丹沢、秩父山地が映ることもある
- 放送センター西館屋上

通常は放送センター正面の渋谷区役所前交差点を映し、主に関東地方の天気予報・地震発生時に用いる。
- 上野
- 浅草（浅草文化観光センター）

浅草寺雷門を映す
- 芝浦

レインボーブリッジや東京タワーを映す
- 品川（御殿山）

八ツ山橋・品川駅を映す。交通情報で使われることが多い
- 渋谷駅前（地下街「しぶちか」入口屋根）

ハチ公前広場向かい、渋谷スクランブル交差点を映す
- JR新宿駅南口

駅前やバスタ新宿を低い位置から映す
- 東京駅八重洲口

JR線を低い位置から映す。おはよう日本・首都圏の交通情報や、新幹線に関するニュースに用いる
- 有楽町（東京サンケイビル屋上）

2010年度から5年間、午前9時のニュースで背景として使用した
- 隅田川

勝鬨橋を映す。午後6時のニュースのオープニングに使用した
- 丸の内

国会議事堂を映す
- 秋葉原

東京スカイツリーや上野方面、山手線・京浜東北線を映す
- 羽田空港第1・第2ターミナル

飛行機や滑走路の様子を映す
- 東京スカイツリー

高さ375m地点に3台設置され、都心一帯や千葉・埼玉方面など360度映す
- NHK放送技術研究所屋上（世田谷区砧）

桜の開花時期には砧公園の桜並木の様子を映す
- 大島町
- 父島
- 戸越
- 谷中
- 亀有

JR亀有駅や常磐線、駅周辺を映す
- 新橋（ニュー新橋ビル）

新橋駅日比谷口（通称「SL広場」）を映す
- 多摩川
- 豊海
- 千住
- 葛西

葛西臨海公園や東京湾、東京ゲートブリッジを映す
- 日本橋

首都高速江戸橋JCT付近を映す
- 北新宿

JR新宿駅のホームや新宿東口の新宿アルタ前広場、靖国通りの歌舞伎町交差点付近を映す
- 銀座（三越銀座店屋上）
- 六本木ヒルズ
- 立川
- 八王子駅前

悪天候時（特に大雪）に用いる
- 町田
- 羽村

横田基地や東京北西部を一望できる
- 千鳥ヶ淵

桜の開花に合わせ、毎年3月中旬頃から季節限定で設置

## 以前存在していた東京都内の施設
- 千代田放送所（跡地は千代田放送会館）

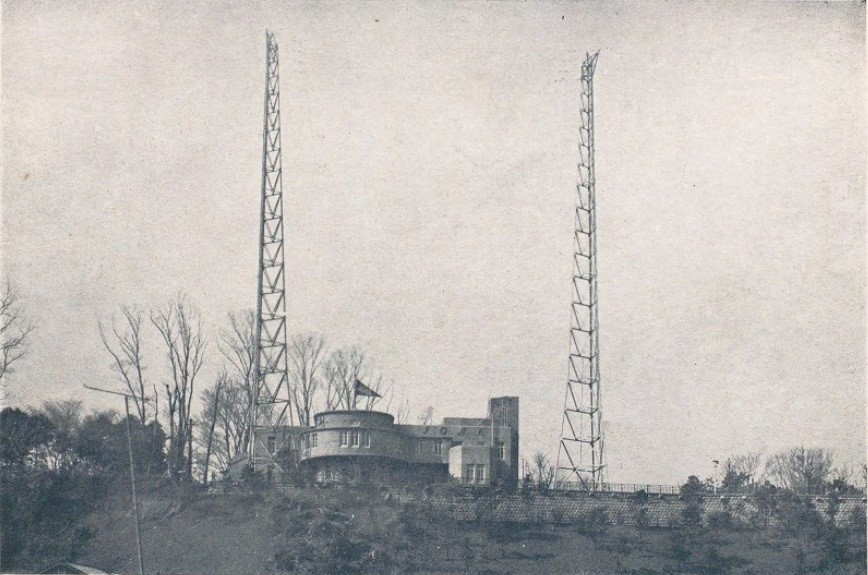
愛宕山東京放送局

- NHK東京放送会館（放送センターへの移転により廃止、跡地は日比谷シティ）
- 愛宕山放送局（当時の局舎は残っていない。跡地はNHK放送博物館）

## 首都圏局管轄のNHK放送局
関東甲信越地方が対象。
- NHK長野放送局（非隣接）
- NHK新潟放送局（非隣接）
- NHK甲府放送局
- NHK横浜放送局
- NHK前橋放送局（非隣接）
- NHK水戸放送局（非隣接）
- NHK千葉放送局
- NHK宇都宮放送局（非隣接）
- NHKさいたま放送局

### 関東・甲信越における県域放送
放送対象地域が異なる為に、定時のローカル編成に多少の差異が生じる。甲信越3県と北関東3県はラジオ・テレビでそれぞれローカル番組を制作する。FM放送に関しては各放送局毎の管轄の制作となる。ただし、具体的な編成内容は各局によって異なる。
- 甲信越地方3県（長野・新潟・甲府）の各放送局は総合テレビ・ラジオ第1・FM放送で県域放送を行っている。
  - 長野県・新潟県は地理的に北陸地方と一体化した北信越地方として扱われるものもあり、衆議院議員総選挙の比例代表の北信越ブロック、高校野球の春季・秋季北信越大会など、NHK金沢放送局発の扱いで放送される番組もある。
- 北関東3県（前橋・水戸・宇都宮）の各放送局は総合テレビとFM放送で県域放送を行なっている。なお、総合テレビのアナログ放送は北関東3県は広域放送のまま停波を迎えた。
- FMラジオ放送は各都県単位の都県域放送となっている。南関東3県（横浜・千葉・さいたま）はFMでのみ県域放送を行なっている。
  - なお、東京都ローカルの定時番組は2011年3月の「サンセットパーク」の終了をもって事実上なくなった。年度によってNHK全国学校音楽コンクール（Nコン）東京都予選、高校野球東東京・西東京両地方大会を都内向けのみで放送する場合がある。

## 受信報告書に対する返信
NHKでは受信報告書を送付した場合、原則として全国で受信できて当然であるという観点からベリカードを発行しない。そのため、放送センター宛に報告書を送付した場合、受信報告のお礼状（ベリレターのこと。確認証を出していないという旨の説明書きがある）と、番組宣伝のポストカード（大河ドラマ、連続テレビ小説など）、NHKワールド・ラジオ日本の番組表などの資料が送られる。
ただし、中波ラジオのラジオ第1・第2放送を受信して菖蒲久喜ラジオ放送所へ報告書を出した場合は独自のベリカードを発行する場合がある（放送センター宛に報告書を送付した場合は菖蒲久喜ラジオ放送所へ一旦転送された後に発送する場合もある）。
また衛星放送初期の頃は衛星放送局あてに送付すれば、衛星放送独自のベリカード（放送衛星の図形と周波数が記載）を発行していた。